# Рогізнянський (втрачена)

## Створення
Парк-пам’ятка садово-паркового мистецтва «Рогізнянський парк» (втрачена) – об’єкт природно-заповідного фонду, що був оголошений рішенням Сумського Облвиконкому № 305    20.07.1972 року на землях Сумського-Степанівського цукрозаводу (с.Рогізне, Северинівська сільська рада, квартал 107, ділянка 6,7,8, Піщанського лісництва, Сумського держлісгоспу). Адміністративне розташування - Роменський район, Сумська область.

## Характеристика
Площа – 20 га.
Об’єкт на момент створення був місцем поселення водно-болотних тварин та птахів.

## Скасування
Рішенням Сумської обласної ради від 30.08.2005 року «Про зміни в  мережі об’єктів природно-заповідного фонду області» пам'ятка була скасована.
Скасування статусу відбулось по причині насадження втратило риси, притаманні паркам і перетворилось на ліс.
Вся інформація про створення об'єкту взята із текстів зазначених у статті рішень обласної ради, що надані Державним управлянням екології та природних ресурсів Сумської  області Всеукраїнській громадській організації «Національний екологічний центр України» ..